# Červené pleso
Červené pleso je jezero v dolní části Červené dolině v horní části Doliny Zeleného plesa ve Vysokých Tatrách na Slovensku. Leží na horní hranici pásma kosodřeviny a má silně proměnlivou břehovou linii, díky čemuž se často mění jeho rozměry. Má rozlohu 0,1820 ha a je 66 m dlouhé a 35 m široké. Dosahuje hloubky maximálně 1,7 m a objemu 1261 m³. Leží v nadmořské výšce 1811 m.

## Okolí
Severně se zvedá jižní stěna Kozího štítu. Na severozápadě se zvedá Červená dolina směrem k výše ležícímu Belasému plesu a na jihozápadě severní stěna Jastrabí veže. Na jihovýchod je krajina otevřená a klesá do Doliny Zeleného plesa.

## Vodní režim
Z plesa odtéká Červený potok. Rozměry jezera v průběhu času zachycuje tabulka:
| Rok     | Měření prováděl   | Rozloha ha | Délka m | Šířka m | Hloubka max.m | Objem m³ |
| ------- | ----------------- | ---------- | ------- | ------- | ------------- | -------- |
| [ 2 ]   | Józef Szaflarski  | 0,189      | 60      | 40      | 1,3           | [ 2 ]    |
| 1956    | [ 2 ]             | [ 2 ]      | 48      | 25      | [ 2 ]         | [ 2 ]    |
| 1961–67 | pracovníci TANAPu | 0,190      | 66      | 35      | 1,2           | [ 2 ]    |
| 2005    | Gregor, Pacl      | 0,1820     | [ 2 ]   | [ 2 ]   | 1,7           | 1261     |

## Přístup
Přístup pěšky je možný po  žluté turistické značce od chaty pri Zelenom plese na Jahňací štít, která vede okolo jižního břehu plesa.